# Виста (Калифорнија)
Виста (енгл. Vista) град је у америчкој савезној држави Калифорнија. По попису становништва из 2010. у њему је живело 93.834 становника.

## Демографија
Према попису становништва из 2010. у граду је живело 93.834 становника, што је 3.977 (4,4%) становника више него 2000. године.
| Група             | 2000.          | 2010.          |
| Белци             | 44.844 (49,9%) | 38.287 (40,8%) |
| Афроамериканци    | 3.814 (4,2%)   | 3.137 (3,3%)   |
| Азијати           | 3.323 (3,7%)   | 3.979 (4,2%)   |
| Хиспаноамериканци | 34.990 (38,9%) | 45.380 (48,4%) |
| Укупно            | 89.857         | 93.834         |